# Gârla Mare
Gârla Mare là một xã thuộc hạt Mehedinți, România. Dân số thời điểm năm 2002 là 5390 người.